# Его женщина
«Его женщина» (англ. His Woman) — мелодрама 1931 года с Клодетт Кольбер и Гэри Купером в главных ролях.

## Сюжет
Судно Сэма Уалана бросает якорь в карибском порту Тимариндо. Напившись на берегу, Сэм возвращается на корабль и обнаруживает, что кто-то подбросил на борт маленького мальчика. Он принимает решение отвезти ребёнка в Нью-Йорк и нанимает ему няню, девушку по имени Салли Кларк. Хотя на самом деле Салли работала в дансинг-холле, она представляется Сэму дочерью недавно умершего миссионера.
На протяжении плавания она заботится о ребёнке, а Сэм ограждает её от похотливых авансов его команды. Однажды ночью помощник капитана Гастон узнает в Салли танцовщицу и начинает распускать руки. Салли сопротивляется, но к счастью на помощь приходит капитан. Вступив с Гастоном в драку, Сэм нечаянно сталкивает его за борт. К моменту прибытия в Америку Сэм и Салли влюбляются друг в друга и собираются пожениться. Однако вскоре Сэма вызывают в Министерство торговли, чиновники которого проводят расследование драки. Оказывается, помощник не утонул — его подобрало проплывающее мимо судно, и теперь он обвиняет Сэма в покушении на его жизнь.
Чтобы спасти любимого, Салли вынуждена рассказать о своем неприглядном прошлом. Её признание шокирует Сэма. Он прогоняет девушку и, несмотря на её мольбы, собирается отдать ребёнка на усыновление. Он отправляет с корабля её вещи, просит прощения у Гастона, напивается вместе с ним и в ту же ночь приводит помощника на квартиру к Салли, желая унизить её. Тем временем слуга обнаруживает, что ребёнок заболел. Он вызывает Салли, и девушка немедленно приезжает, чтобы вылечить малыша. Пока она вместе с Сэмом ухаживает за ребёнком, между ними вновь вспыхивает любовь.

## В ролях
- Клодетт Кольбер — Салли Кларк
- Гэри Купер — капитан Сэм Уалан
- Эверел Харрис — Гастон
- Дугласс Дамбрилл — Алисандро (в титрах не указан)